# Енуво
Енуво (фр. Esnouveaux) насеље је и општина у североисточној Француској у региону Шампањ-Арден, у департману Горња Марна која припада префектури Шомон.
По подацима из 2011. године у општини је живело 332 становника, а густина насељености је износила 19,68 становника/km². Општина се простире на површини од 16,87 km². Налази се на средњој надморској висини од 380 метара.

## Демографија
| 1962. | 1968. | 1975. | 1982. | 1990. | 1999. | 2011. |
| ----- | ----- | ----- | ----- | ----- | ----- | ----- |
| 314   | 335   | 305   | 279   | 305   | 337   | 332   |

График промене броја становника у току последњих година